# Agarista sleumeri
Agarista sleumeri là một loài thực vật có hoa trong họ Thạch nam. Loài này được Judd mô tả khoa học đầu tiên năm 1984.